# 花井正光
花井 正光（はない まさみつ、1944年 - ）は日本の哺乳類学者。元琉球大学教授。動物生態学、保全生物学、環境学、環境影響評価・環境政策を研究している。 

## 人物
1944年生まれ。京都大学大学院卒、元文化庁文化財部記念物課主任文化財調査官、農学修士、琉球大学観光産業科学部教授を経てNPO法人沖縄エコツーリズム推進協議会会長。保全生態学と文化財保存学が専門、沖縄におけるエコツーリズムの推進や持続可能な観光地づくりを通し、環境保全と経済振興の調和がとれた島嶼社会を形成するための活動をしている。「森下正明にまつわる研究者」のひとりにあげられている。

## 著書
- 花井正光; 村田行 (1995), 南の島を旅する : 沖縄自然フィールドガイド, 子どもとはじめる自然「冒険」図鑑10, 岩波書店, ISBN 4001153009, NCID BN12302727
- 花井正光, 地球環境学辞典（世界遺産のページを執筆）
- 花井正光 (1995), 河合雅雄、埴原和郎、梅原猛, ed., 動物と文明, 講座文明と環境 / 梅原猛, 伊東俊太郎, 安田喜憲編 第8巻, 朝倉書店, ISBN 4254105584, NCID BN12828767
- 花井正光, 小国マタギ　共生の民俗知(共著)

## 論文
- 国立情報学研究所収録論文 国立情報学研究所